# Vashti Thomas
Vashti Thomas (née le 21 avril 1990) est une athlète américaine, spécialiste du 100 mètres haies. 

## Biographie
Elle remporte la médaille d'or du 100 m haies lors des Universiades d'été de 2013 à Kazan en Russie, en établissant un nouveau record du monde universitaire en 12 s 61.

## Palmarès
| Date | Compétition       | Lieu  | Résultat | Épreuve     | Temps   |
| ---- | ----------------- | ----- | -------- | ----------- | ------- |
| 2013 | Universiade d'été | Kazan | 1re      | 100 m haies | 12 s 61 |
| 2013 | Universiade d'été | Kazan | 2e       | 4 x 100 m   | 43 s 54 |

### Records
| Épreuve     | Performance | Lieu  | Date            |
| ----------- | ----------- | ----- | --------------- |
| 100 m haies | 12 s 61     | Kazan | 10 juillet 2013 |